# Alfred Nussbaumer

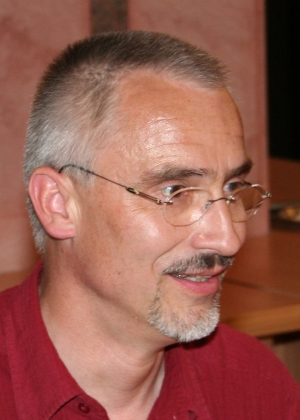
Alfred Nussbaumer

Alfred Nussbaumer (* 24. Februar 1956) ist ein österreichischer Informatiker, Physiker, Mathematiker und Autor.

## Leben
Er ist Herausgeber und Mitautor der Schulbuchreihe Mathe-Buch und seit 2008 Landesschulinspektor für Informatik und Begabtenförderung im Landesschulrat Niederösterreich. Davor unterrichtete er über zwanzig Jahre lang selbst am Stiftsgymnasium Melk.

## Publikationen
- Alfred Nussbaumer, Albert Jaros: Physik compact – Projekt Elektronik, Verlag Hölder-Pichler-Tempsky, Wien 1991, ISBN 3-209-00929-5
- Hansjörg Kunze, Peter Jakesch, Alfred Nussbaumer: Technik im Alltag. Wien 1999. ISBN 3-209-02710-2
- Anita Dorfmayr, August Mistlbacher, Alfred Nussbaumer: Mathe-Buch. Verlag Neues Schulbuch (Band 4 bei Ed. Hölzel), Wien 2006–2007, ISBN 978-3-85338-246-2
- Alfred Nussbaumer, August Mistlbacher: XML Ent-packt. Mitp-Verlag, Bonn 2002, ISBN 978-3-8266-0884-1
- Clemens Brand, Josef Lechner, Alfred Nussbaumer u. a.: Thema Mathematik 5, Veritas Bildungsverlag, Wien 2009, ISBN 978-3-7058-8367-3
- Clemens Brand, Josef Lechner, Alfred Nussbaumer u. a.: Thema Mathematik 6, Veritas Bildungsverlag, Wien 2010, ISBN 978-3-7058-8371-0
- Clemens Brand, Josef Lechner, Alfred Nussbaumer u. a.: Thema Mathematik 7, Veritas Bildungsverlag, Wien 2011, ISBN 978-3-7058-8372-7